# Vjaz'

Porzione di scrittura vjaz' dall'intestazione di un sillabario

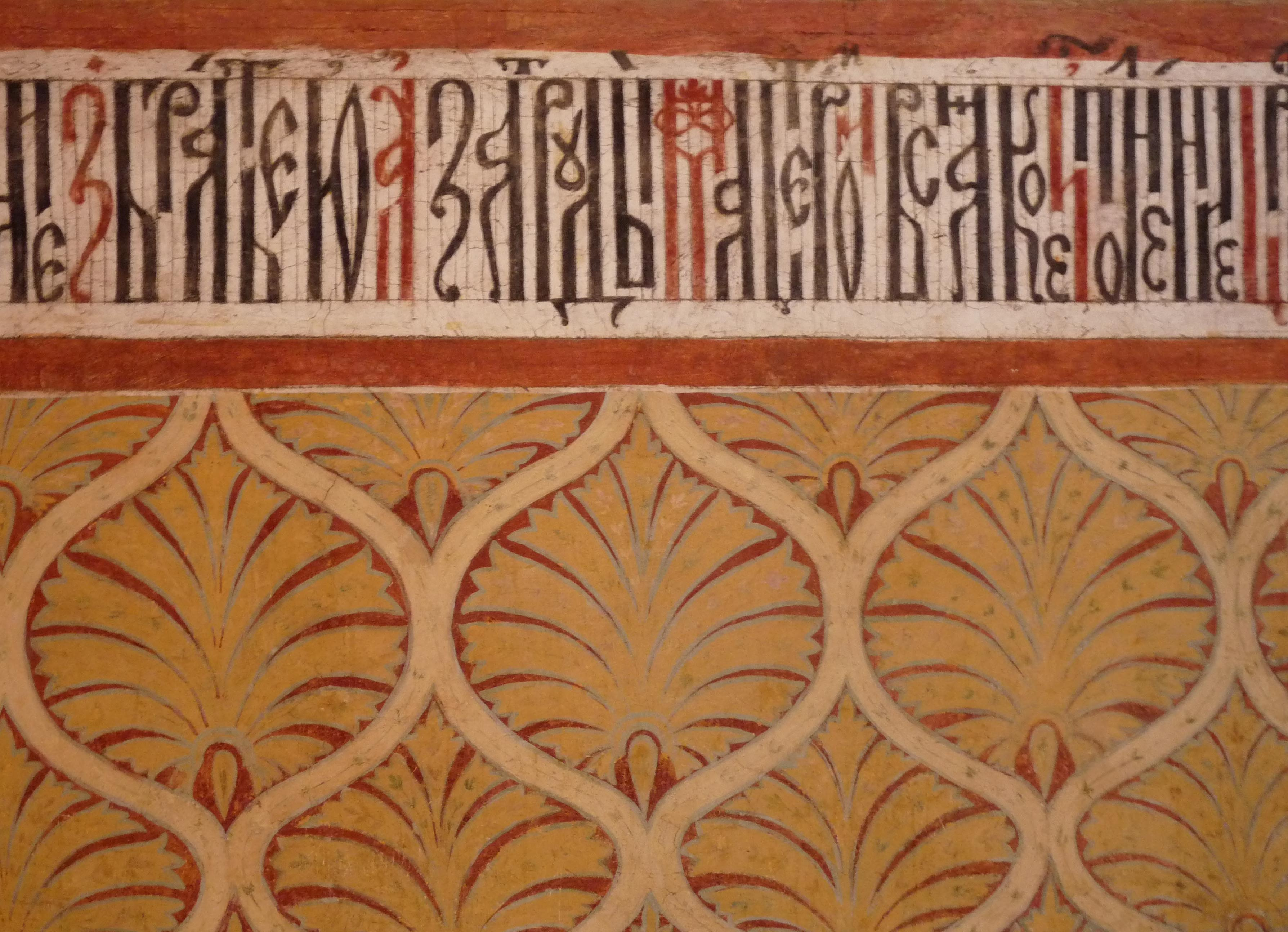
Vjaz' dal monaster di Ipatev

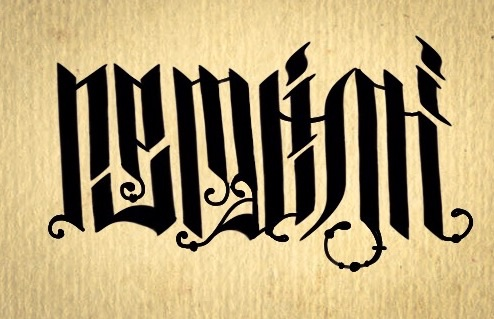
"Reumatismi" scritto in calligrafia vjaz'

Il vjaz' (in russo вязь? che deriva da вязать, vjazat', a sua volta dall'antico slavo ecclesiastico вѩзати, vięzati "legare") è un tipo di scrittura decorata in alfabeto cirillico. Nasce intorno all'XI secolo nei codici bizantini, si diffonde intorno al XIV secolo in lingua russa nei codici Religiosi ortodossi.
È caratterizzata da:
- aste verticali allungate e spesse, molto ravvicinate tra di sé;
- aste orizzontali brevi e sottili spesso incurvate e inclinate;
- lettere deformate per essere incastrate nel corpo della scrittura;
- numerosissime legature sia in tronco (aste in comune), sia con lettere piccole (spesso vocali) sovrapposte a lettere più grandi, o contenute in queste;
- svolazzi e fioriture a riempire i vuoti.

L'effetto generale è una banda continua (simile a un codice a barre) dove l'estetica e l'ordine hanno il sopravvento sulla leggibilità.